# Golden Hind
Golden Hind va ser un galió capitanejat per Francis Drake en la seva circumnavegació pel món entre 1577 i 1580. Originàriament era coneguda com a Pelican, però Drake la va rebatejar a mig viatge el 1578, en honor al seu mecenes, Sir Christopher Hatton, l'escut del qual era una cerva daurada (una femella de cérvol vermell). Hatton va ser un dels principals patrocinadors del viatge de volta al món de Drake. A Londres, a la ribera sud del Tàmesi, hi ha una reconstrucció a mida real i apta per a navegarr.

## Història
La reina Isabel I va patrocinar en part Sir Francis Drake com a líder d'una expedició destinada a passar per Amèrica del Sud a través de l'estret de Magallanes i explorar la costa que hi havia més enllà. El suport de la reina era avantatjós; Drake tenia l'aprovació oficial per beneficiar-se a si mateix i a la reina i causar el màxim dany als espanyols. Això finalment va culminar amb la guerra anglo-espanyola. Abans d'embarcar, Drake es va trobar cara a cara amb la reina per primera vegada i ella li va dir: "Ens agradaria venjar-nos del rei d'Espanya per les lesions que hem rebut."
L'objectiu explícit era "esbrinar llocs que es reuneixen per tenir trànsit". Drake, però, va actuar com a corsari, amb el suport no oficial d'Elizabeth. El disseny del Golden Hind es va basar en la construcció espanyola nao Victoria, el primer vaixell que va donar la volta al món, i es descriu com un "vaixell de guerra de mitjans del segle XVI durant la transició de la carraca al galió ", i pesava unes 120 tones. Primer va anomenar el seu vaixell insígnia Pelican, però el va rebatejar Golden Hind el 20 d'agost de 1578 per honrar el seu patró, Sir Christopher Hatton, l'escut familiar del qual era una cerva daurada. Va salpar el desembre de 1577 amb cinc petits vaixells amb un complement de 164 i va arribar a la costa brasilera a principis de 1578.
L'1 de març de 1579, ara a l'oceà Pacífic, davant de la costa de l'Equador, Golden Hind va desafiar i va capturar el galió espanyol Nuestra Señora de la Concepción. Aquest galió tenia el tresor més gran capturat fins a aquesta data: més de 360.000 pesos (equivalent a uns 480 milions de lliures el 2017). El tresor va trigar sis dies a transbordar i incloïa 26 tones de plata, mitja tona d'or, porcellana, joies, monedes i joies.
El 26 de setembre de 1580, Francis Drake va navegar amb el seu vaixell cap al port de Plymouth amb 56 de la tripulació original de 80 a bord. El vaixell va ser descarregat al castell de Trematon proper, supervisat pels guàrdies de la reina. El tresor final també incloïa sis tones de clau d'olor de les Illes de les Espècies, que en aquell moment valien el seu pes en or. La mateixa Elizabeth va anar a bord del Golden Hind, que aleshores es trobava permanentment a Deptford, a la riba sud del Tàmesi, on havia demanat que es col·loqués en una exposició permanent com el primer "vaixell museu". Allà, va demanar astutament a l'ambaixador francès que atorgués el títol de cavaller a Drake. Més de la meitat dels ingressos es van destinar a la corona: la seva part del tresor va arribar a almenys 160.000 lliures: "prou per pagar tot el seu deute públic i encara li sobraven 40.000 lliures per invertir en una nova empresa comercial per al Llevant. el rendiment, i el d'altres inversors, era de més de 47 £ per cada £ 1 invertit, o el 4.700%.
Després de la circumnavegació de Drake, Golden Hind es va mantenir per a l'exposició pública a l'astillero de Deptford, Londres. El vaixell va romandre allà des del 1580 fins al voltant del 1650, 45 anys després de la mort d'Elizabeth, abans que el vaixell finalment es pudria i es va trencar. El 1668, el guardià de les botigues de Deptford, John Davies de Camberwell, va fer que la millor fusta restant de Golden Hind es convertís en una cadira ara anomenada Drake Chair que es va presentar a la Bodleian Library de la Universitat d'Oxford, on roman (amb una rèplica al Great Hall, Buckland Abbey, Devon, casa de Drake i ara mantingut pel National Trust).
També hi ha una taula, coneguda com l'armari, al Middle Temple Hall, Londres, que està feta amb la fusta de Golden Hind. A l'armari es col·loca la carta de membres de Middle Temple, que els nous membres signen quan són cridats al Bar. La llanterna del vaixell es va penjar al vestíbul del Middle Temple Hall, però va ser destruïda durant la Segona Guerra Mundial.

## Rèpliques

### Essex
Una rèplica de Golden Hind es va construir al Peter Pan's Playground (ara Adventure Island Adventure Park ), Southend-on-Sea, Essex. Es va construir el 1947 i es va inaugurar el 1949. L'any 1992, les assistències havien baixat, i combinat amb l'augment dels costos de manteniment i la necessitat d'una renovació important a l'estructura de fusta va provocar el seu tancament el 1997. El vaixell va ser substituït per una rèplica del Queen Anne's Revenge, de Barbanegra, que va ser desballestat el 2013.

### Devon
Una rèplica de Golden Hind ha estat amarrada permanentment al port marítim de Brixham a Devon des de 1963 després del seu ús a la sèrie de televisió sobre Sir Francis Drake, que es va rodar a les badies de Torbay i Dartmouth i als voltants. La rèplica del vaixell utilitzat a la sèrie de televisió va costar a l'estudi cinematogràfic 25.000 lliures esterlines per construir no tenia galeria posterior ni coberta d'armes i era un vaixell de pesca reconvertit.El vaixell es va enfonsar en alta mar mentre estava remolcat el 1987 fins a Dartmouth per ser restaurat i no es va poder salvar. Una segona rèplica es va completar l'any 1988 i es troba al port que és visitada per milers de visitants anualment. El vaixell actual basat en una barcassa d'acer no és de mida completa i mai podria navegar.

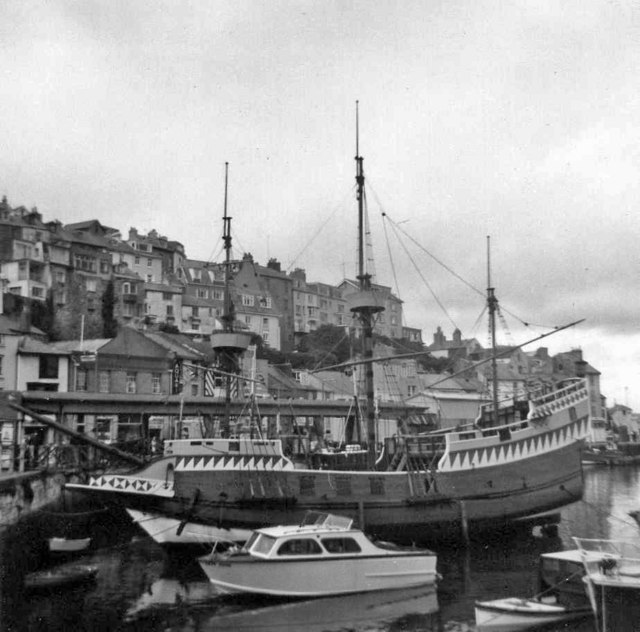
Antiga rèplica exposada al port de Brixham, Devon (1968).
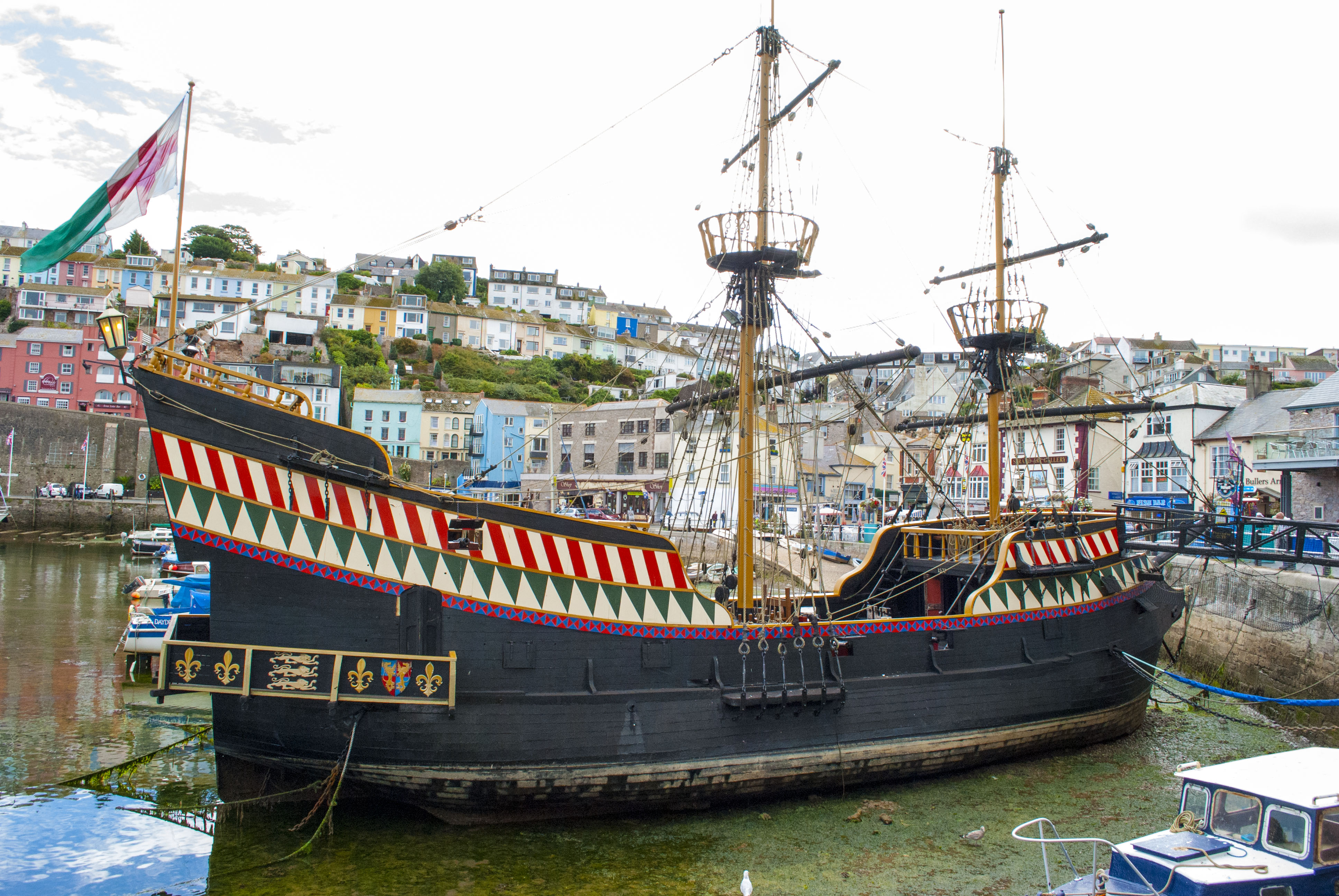
Segona rèplica construida al port de Brixham, Devon (1988)..

### Londres

#### Actualitat
Una reconstrucció a mida completa del Golden Hind, va ser construïda per mètodes tradicionals a Appledore, Devon, i llançada el 1973. Golden Hinde va ser el resultat de tres anys de recerca i construcció. Des de llavors, ha recorregut més de 140.000 milles (225.000 km). Va partir de Plymouth en el seu viatge inaugural a finals de 1974, arribant el 8 de maig de 1975 a San Francisco. El 1979, va navegar cap al Japó per fer la minisèrie Shōgun, després de la qual va tornar al Regne Unit després d'haver completat una circumnavegació. Entre 1981 i 1984, va ser atracada a Anglaterra i es va establir com a museu educatiu. El 1984–85, va navegar per les illes Britàniques i després va creuar l'Atlàntic fins a St Thomas al Carib. El 1986, va passar pel Canal de Panamà per navegar cap a Vancouver, on va ser la principal atracció a la Marine Plaza de l'Expo86. El 1987, va començar una gira per les ciutats costaneres dels EUA, passant dos anys a la costa del Pacífic. A finals de 1988, va tornar pel Canal de Panamà per continuar les visites als ports al golf i les costes est dels EUA. El 1992, va tornar a casa al Regne Unit i va passar els quatre anys següents visitant ports d'Europa. Des de 1996, està atracada a St Mary Overie Dock, a Bankside, Southwark, Londres, on està oberta al públic i organitza una sèrie de programes educatius.

#### Dècada de 1920
Una rèplica de Golden Hind va formar part del parc infantil de l' Exposició de l'Imperi Britànic de 1924, per recomanació d'Agatha Christie.